# セバスティアン・ランベル
セバスティアン・パスクアル・ランベル（Sebastián Pascual Rambert、1974年1月30日 - ）は、アルゼンチン・ブエノスアイレス州ベルナル出身の元同国代表の元サッカー選手。現役時代のポジションはフォワード。ランベルトとも表記される。
フランス人移民の子孫。ランベルの父アンヘル・ランベルは、アルゼンチン出身のFWとしてCAラヌースでキャリアを開始し、その後オリンピック・リヨンへ移籍すると二重国籍を取得、最終的にフランス代表でプレーした。

## 経歴
1995年にCAインデペンディエンテからインテルナツィオナーレ・ミラノへ移籍。ランベルは、同胞のハビエル・サネッティと共に加入。移籍金500万ユーロと大きく期待されたが、サネッティのように成功することは出来なかった。それどころか、外国人枠の関係もあり（サネッティ、ロベルト・カルロス、ポール・インス）、リーグ戦では1試合も出場することが出来ず、1996年にレアル・サラゴサへレンタル移籍することで、ようやく欧州で試合に出場できた。ここでは、インデペンディエンテでコンビを組んでいたグスタボ・ロペスと再びパートナーになり、強力なサイドを形成。移籍後初試合のレアル・バリャドリード戦では、2ゴールを決めセンセーショナルなデビューとなったが、最終的には5ゴールと尻すぼみに終わり1シーズンで退団した。その後、ボカ・ジュニアーズ、CAリーベル・プレート、そして古巣のCAインデペンディエンテと転々とした。その後、ギリシャのイラクリス・テッサロニキFCで再び欧州へ行き短期間過ごした。ハート・オブ・ミドロシアンFCへの移籍するチャンスがあったが、アルセナルFCと契約するためにアルゼンチンへと戻り、2003年に引退した。
以来、ランベルはラモン・ディアスに師事し、クラブ・アメリカとCAサン・ロレンソ・デ・アルマグロでアシスタントコーチを務めた。CAインデペンディエンテ、ボカ・ジュニアーズ、CAリーベル・プレートと"ビッグ5"のうち3チームでプレーした数少ない選手だった。

## 所属クラブ
- CAインデペンディエンテ 1992-1995
- インテルナツィオナーレ・ミラノ 1995

→ レアル・サラゴサ 1996 (loan)
- ボカ・ジュニアーズ 1996-1997
- CAリーベル・プレート 1997-2000
- CAインデペンディエンテ 2000-2001
- イラクリス・テッサロニキFC 2001-2002
- アルセナルFC 2002-2003